# Water Boyy: The Series
Water Boyy: The Series là một bộ phim truyền hình Thái Lan phát sóng năm 2017, được chuyển thể từ bộ phim điện ảnh cùng tên Water Boyy (2015), với sự tham gia của Pirapat Watthanasetsiri (Earth), Thitipoom Techaapaikhun (New), Nawat Phumphotingam (White), Charada Imraporn (Piglet), Chatchawit Techarukpong (Victor) và Sananthachat Thanapatpisal (Fon).
Bộ phim được đạo diễn bởi Rachyd Kusolkulsiri và sản xuất bởi GMMTV. Đây là một trong sáu dự án phim truyền hình cho năm 2017 được GMMTV giới thiệu trong sự kiện "6 Natures +" vào ngày 2 tháng 3 năm 2017. Bộ phim được phát sóng vào lúc 17:00 (ICT), Chủ nhật trên One31 và phát lại vào 19:00 (ICT) cùng ngày trên LINE TV, bắt đầu từ ngày 9 tháng 4 năm 2017. Bộ phim kết thúc vào ngày 9 tháng 7 năm 2017.

## Diễn viên
Dưới đây là dàn diễn viên của bộ phim:

### Diễn viên chính
- Pirapat Watthanasetsiri (Earth) vai Waii
- Thitipoom Techaapaikhun (New) vai Apo
- Nawat Phumphotingam (White) vai Fah
- Charada Imraporn (Piglet) vai Pan
- Chatchawit Techarukpong (Victor) vai Min
- Sananthachat Thanapatpisal (Fon) vai Wan

### Diễn viên phụ
- Weerayut Chansook (Arm) vai Put
- Krittanai Arsalprakit (Nammon) vai Sung
- Tanutchai Wijitwongthong (Mond) vai Kluay
- Tytan Teepprasan vai Achi
- Apichaya Saejung (Ciize) vai Namkaeng
- Dom Hetrakul vai Teer
- Jirakit Kuariyakul (Toptap) vai Kan
- Phakjira Kanrattanasood (Nanan) vai Mai
- Nattapat Sakullerphasuk (Fil) vai George
- Sutthipha Kongnawdee (Noon) vai Aom

### Khách mời
- Surat Permpoonsavat (Yacht) vai kẻ bắt nạt

## Nhạc phim
| Tên bài hát                                             | Thể hiện                         | Ref.  |
| ------------------------------------------------------- | -------------------------------- | ----- |
| พรุ่งนี้ทุกวัน (Phrung Nee Thuk Wun)                          | Chatchawit Techarukpong (Victor) | [ 6 ] |
| อยู่ตรงนี้แล้วไม่มีใครรัก (Yoo Trong Nee Laaw Mai Mee Krai Ruk) | Charada Imraporn (Piglet)        | [ 7 ] |
| ผิดที่สำคัญตัว (Pid Tee Sum Kun Tua)                         | Phon Nopwichai (Pete)            | [ 8 ] |